# Toudon
Toudon (in italiano, Todone, ormai desueto) è un comune francese di 274 abitanti situato nel dipartimento delle Alpi Marittime della regione della Provenza-Alpi-Costa Azzurra.
I suoi abitanti sono chiamati Toudonnais in francese e Todonesi in italiano.

## Geografia fisica
Toudon si trova nel sud-est della Francia, e più precisamente nel cantone di Roquestéron, a un'ora di strada da Nizza.

## Storia
I più antichi testi datano Toudon (Todone) dall'XI secolo, e citano il villaggio sotto il nome di "castrum de Todon" e di "villa Thodoni".
Guido e sua moglie Bismoda donano due appezzamenti di vigna situati a "Tudomno", nel "Contado di Glandèves", al monastero di San Verano a Cagno, fondato da Verano di Venza, un monaco dell'abbazia di Lerino, poi vescovo di Venza, ed abbandonato nell'XI secolo, ed esattamente il 20 novembre 1032. Toudon dipendeva allora dal vescovato di Glandèves.
Toudon appartiene a Giovanni di Glandèves nel 1232 e nel 1252 Raibaldo d'Ascroso s'impadronisce del villaggio, che viene poi ripreso da Rostagno di Toudon con l'aiuto del signore di Giletta.
Il villaggio appartiene ai Grasse du Mas prima di passare ai Grimaldi di Boglio nel 1382, in occasione della guerra tra gli eredi della regina Giovanna, fino all'esecuzione capitale d'Annibale Grimaldi nel 1621.
Sin dal gennaio 1614, il Duca di Savoia Carlo Emanuele I aveva piazzato a Toudon e ad Ascros delle guarniglioni. Il castello è distrutto tra il 14 ed il 19 aprile 1621.
In seguito il villaggio è un possedimento dei Galleani di Toudon per un secolo, poi, alla morte di Giovanni Galleani senza figli, esso passa nel 1752 ai signori di Robione sino al 1794, e l'ultimo signore del feudo è Pietro Luigi Stanislao di Robione.
Durante la battaglia di Giletta, che comincia il 30 settembre 1793 ed il 18 e 19 ottobre, il generale austriaco De Wins è presente con il battaglione di Mondovì, per sorvegliare la vallata del Varo.
Il villaggio ridiventa un possesso sardo-piemontese nel 1814, prima d'essere riattaccato alla Repubblica francese, nel 1860, dopo il voto del 15 aprile.
Todone (Toudon) è stato dunque parte integrante della storica Contea di Nizza fino al 1860, ed ha seguito pertanto con essa, fin dal 1388, anno di dedizione di Nizza alla Savoia, le vicende storiche prima della Contea di Savoia e del Ducato di Savoia, e poi dopo il Congresso di Vienna, dal 1815 al 1860, le sorti del regno di Piemonte e Sardegna, facendone parte per quasi mezzo secolo, per essere poi annesso nel 1860 alla Francia, dopo referendum nell'aprile del 1860, secondo le clausole del Trattato di Torino fra Vittorio Emanuele II, re di Sardegna e Piemonte e Napoleone III, imperatore dei Francesi, con cui era ceduto dal primo ministro Camillo Benso, conte di Cavour, il Contado di Nizza alla Francia, per il suo aiuto nella seconda guerra d'indipendenza e l'unità d'Italia.
Il villaggio ha dovuto subire parecchi terremoti: quelli del 20 giugno 1564, del 1619, e soprattutto del 15 febbraio 1644 che ha provocato la morte di 36 persone e la distruzione di 32 case; l'ultimo è stato quello del 23 febbraio 1887 che distrugge la cappella di San Giovanni.
Una strada permette d'accedere a Toudon nel 1895 a partire dal ponte Carlo Alberto sul fiume Varo, inaugurato nel 1852, quando il paese faceva ancora parte del regno di Sardegna e Piemonte sotto Casa Savoia.

## Monumenti e luoghi d'interesse
- Chiesa di Santa Elisabetta (Église Sainte-Élisabeth). L'inizio della costruzione della chiesa data dall'XI secolo, ed è stata restaurata nel XVII secolo con le pietre del castello i cui resti erano crollati nel corso d'un sisma con forti scosse telluriche.
Essa è a navata unica ed abside con volta a quarto di sfera, cosiddetta a "fondo di forno", con una galleria del coro in legno dipinto. Un transetto è stato aggiunto nel XVII secolo.
Essa possiede una porta in noce borchiata, un lampadario datato del 1543 e dei quadri del XVII secolo ed è stata per ultimo restaurata nel 1929.
- Cappella di San Giovanni (Chapelle Saint-Jean), in onore di San Giovanni Battista che è il santo protettore del villaggio. La cappella era già citata nel [1200]. Il violento sisma del 23 febbraio 1887 distrusse la cappella di cui non restava che un muro. Essa è stata ricostruita nel 1892 ed è stata restaurata nel 1960.

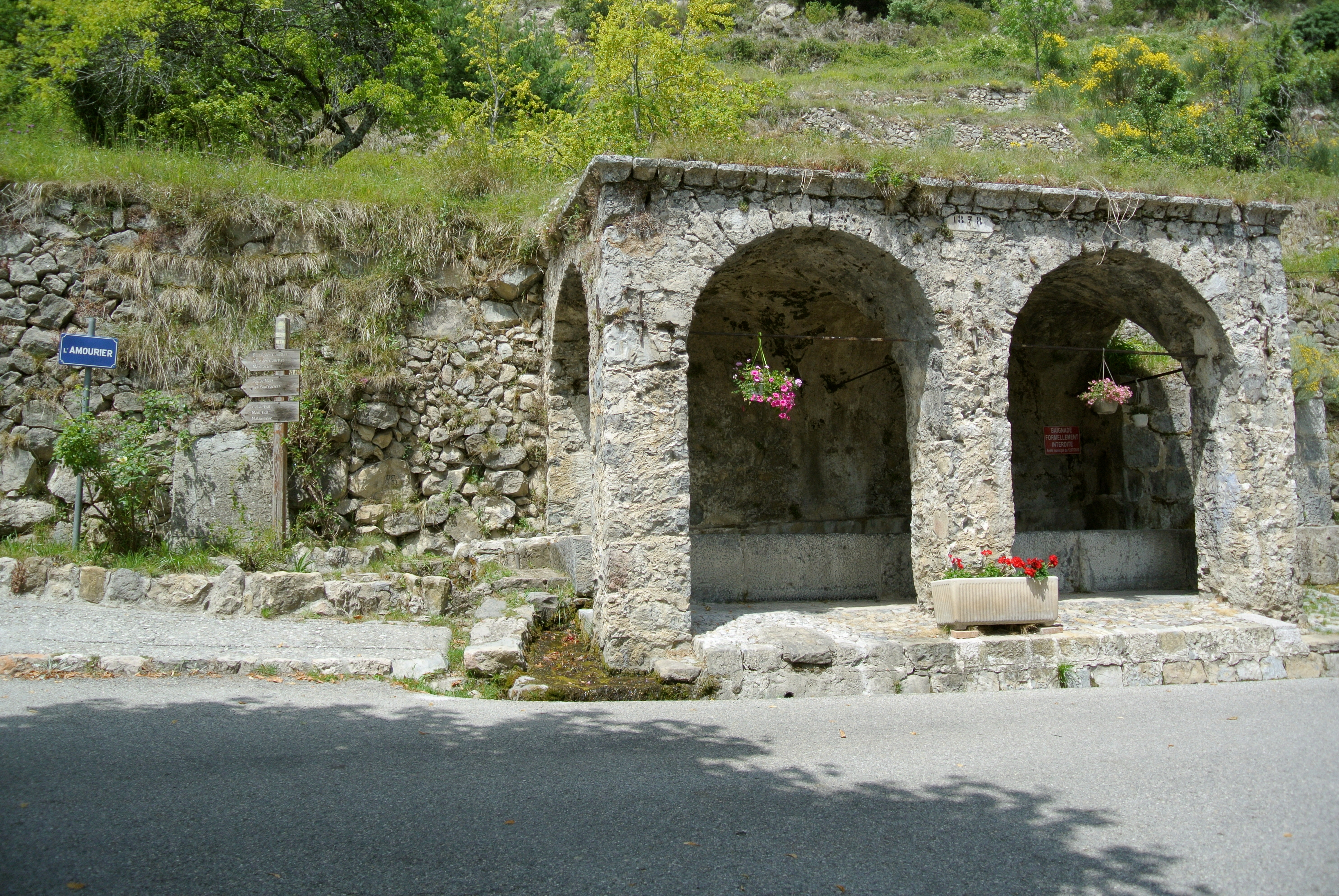
Lavatoio pubblico

- Lavatoio pubblico ad arcate, la cui costruzione è stata decisa da un voto del consiglio comunale il 15 maggio 1810 e la sua utilità diminuirà dopo l'installazione dell'acqua corrente nel 1941.
- Museo, installato nell'antico mulino per la farina costruito nel 1908, dove sono esposti fossili del Cretaceo trovati a Toudon, ed in una parte di esso è stato ricostituito un interno degli anni 1930.
- Frazione di "Vescous", si trova a 10 chilometri da Toudon, e possiede una cappella restaurata.
- Cima delle "Collette" (Cime des Collettes), culminante a 1.513 metri d'altitudine.
- Non restano più di alcuni lembi di muri dell'antico castello dei conti di Boglio[4].

## Società

### Evoluzione demografica

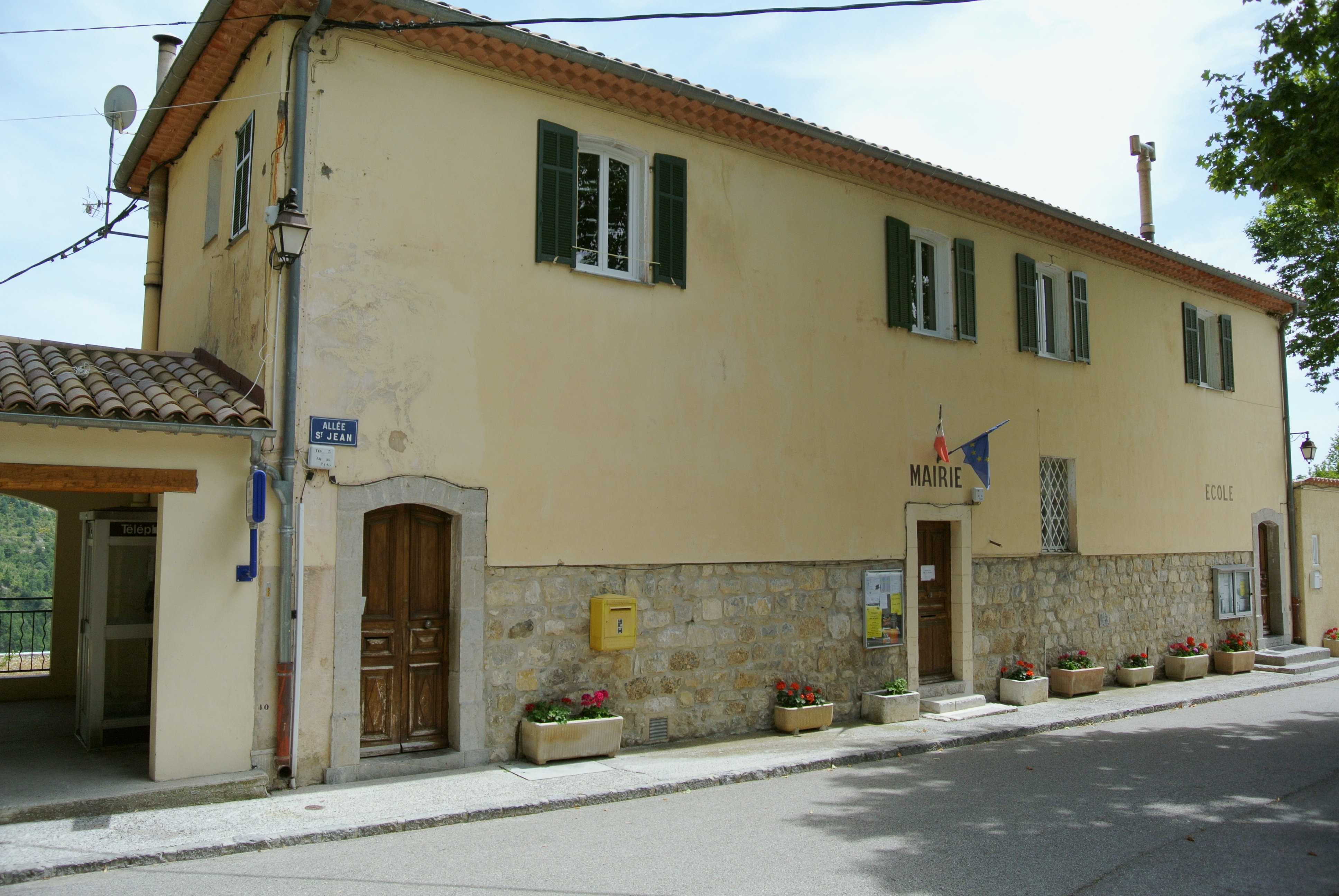
Municipio e scuola di Toudon

Abitanti censiti

## Demografia Sabauda
Esistono dati storici sulla popolazione del comune di Toudon nel Contado di Nizza, grazie a dei rilevamenti fatti nel corso d'inchieste censuarie o patrimoniali, eseguite più o meno ogni cinquant'anni fra gli abitanti, prima dal Ducato di Savoia e poi dal Regno di Sardegna e Piemonte, nel 1701, 1754 e 1793:
- 1701 : 90 fuochi,
- 1754 : 80 fuochi, con 255 persone,
- 1793 : 632 persone.

## Araldica
Lo stemma di Toudon è costituito da un blasone d'oro al nibbio di nero beccato ed armato di rosso fauci, spiccante il volo d'una roccia del medesimo, movente dalla punta, sormontata d'una stella di sedici raggi anche di rosso.